# Анне Десмет
Анне Десмет (26 жовтня 1996 , Wilrijkd, Фламандський регіон ) — бельгійська шорт-трековичка, олімпійська медалістка, призерка чемпіонатів світу. 

## Олімпійські ігри
| Рік  | Місто        | 500 метрів | 1000 метрів | 1500 метрів | Е | ЗЕ |
| ---- | ------------ | ---------- | ----------- | ----------- | - | -- |
| 2022 | Пекін, Китай | 5          | 3           |             |   | —  |

## Зовнішні посилання
- Анне Десмет на сайті Міжнародного союзу ковзанярів [Архівовано 11 лютого 2022 у Wayback Machine.]

## Виноски
1. 1 2 3  https://www.shorttrack.swisstiming.com/Entries.aspx?evt=11213100000124
2. ↑  https://shorttrackonline.info/athletes.php?country=FRA